# Dtv-Atlas
dtv-Atlas ist eine populärwissenschaftliche Buchreihe des Deutschen Taschenbuch Verlags (dtv). Der erste Band war der dtv-Atlas Weltgeschichte, der im Jahr 1964 erschien. Darauf folgten zahlreiche Themenbände zu weiteren nicht-geographischen Themen. Die Bände zeichnen sich durch Kompaktheit und eine große Anzahl von Schaubildern aus; allgemein enthalten die linken Seiten Text, die rechten die dazu jeweils korrespondierenden Grafiken.

## Liste der dtv-Atlanten
| Titel                      | Bände | Autor(en)                                         | Gestalter                                   | Erstveröffentlichung | Aktuelle Auflage      | ISBN                                                                 |
| -------------------------- | ----- | ------------------------------------------------- | ------------------------------------------- | -------------------- | --------------------- | -------------------------------------------------------------------- |
| Akupunktur                 | 1     | Carl-Hermann Hempen                               | Ulrike Brugger                              | 1995                 | 12. (2014)            | ISBN 978-3-423-03232-2                                               |
| Anatomie                   | 3     | Werner Platzer                                    | Lothar Schnellbächer, Gerhard Spitzer       | 1973 1975 1976       | 7. (1997)             | ISBN 978-3-423-03017-5 ISBN 978-3-423-03018-2 ISBN 978-3-423-03019-9 |
| Astronomie                 | 1     | Joachim Herrmann                                  | Harald Bukor, Ruth Bukor                    | 1973                 | 15. (2005)            | ISBN 978-3-423-03267-4                                               |
| Atomphysik                 | 1     | Bernhard Bröcker                                  | Christa Gebhardt, John Henry Wegener        | 1976                 | 6. (1997)             | ISBN 978-3-423-03009-0                                               |
| Baukunst                   | 2     | Werner Müller                                     | Inge Szász, István Szász                    | 1974 1981            | 16. (2013) 16. (2015) | ISBN 978-3-423-03020-5 ISBN 978-3-423-03021-2                        |
| Bibel                      | 1     | Annemarie Ohler                                   | Tom Menzel                                  | 2004                 | 5. (2011)             | ISBN 978-3-423-03326-8                                               |
| Biologie                   | 3     | Hartmut Angermann, Günter Vogel                   | Inge Szász, István Szász                    | 1967 1968 1984       | 11. (2001) 10. (2002) | ISBN 978-3-423-03221-6 ISBN 978-3-423-03222-3 ISBN 978-3-423-03223-0 |
| Chemie                     | 2     | Hans Breuer                                       | Rosemarie Breuer                            | 1971 1978            | 10. (2006) 9. (2006)  | ISBN 978-3-423-03217-9 ISBN 978-3-423-03218-6                        |
| Deutsche Literatur         | 1     | Horst Dieter Schlosser                            | Uwe Goede                                   | 1983                 | 11. (2010)            | ISBN 978-3-423-03219-3                                               |
| Deutsche Sprache           | 1     | Werner König                                      | Hans-Joachim Paul                           | 1978                 | 17. (2011)            | ISBN 978-3-423-03025-0                                               |
| Englische Sprache          | 1     | Wolfgang Viereck, Karin Viereck, Heinrich Ramisch | Werner Wildermuth                           | 2002                 | 1. (2002)             | ISBN 978-3-423-03239-1                                               |
| Erde: Physische Geographie | 1     | Dieter Heinrich, Manfred Hergt                    | Rudolf Fahnert                              | 2006                 | 1. (2006)             | ISBN 978-3-423-03329-9                                               |
| Ernährung                  | 1     | Michael Schwenk, Gaby Hauber-Schwenk              | Jörg Mair                                   | 2000                 | 1. (2000)             | ISBN 978-3-423-03237-7                                               |
| Erste Hilfe                | 1     | Harald Karutz, Manfred von Buttlar                | Jörg Mair                                   | 1999                 | 1. (1999)             | ISBN 978-3-423-03238-4                                               |
| Ethnologie                 | 1     | Dieter Haller                                     | Bernd Rodekohr                              | 2005                 | 2. (2010)             | ISBN 978-3-423-03259-9                                               |
| Informatik                 | 1     | Hans Breuer                                       | Rosemarie Breuer                            | 1995                 | 1. (1995)             | ISBN 978-3-423-03230-8                                               |
| Keramik und Porzellan      | 1     | Sven Frotscher                                    | Birgit Frotscher, Sven Frotscher            | 2003                 | 1. (2003)             | ISBN 978-3-423-03258-2                                               |
| Mathematik                 | 2     | Fritz Reinhardt, Heinrich Soeder                  | Gerd Falk                                   | 1974 1977            | 12. (2001) 11. (1998) | ISBN 978-3-423-03007-6 ISBN 978-3-423-03008-3                        |
| Musik                      | 2     | Ulrich Michels                                    | Gunther Vogel                               | 1977 1985            | 23. (2013) 16. (2011) | ISBN 978-3-423-03022-9 ISBN 978-3-423-03023-6                        |
| Namenkunde                 | 1     | Konrad Kunze                                      |                                             | 1998                 |                       |                                                                      |
| Ökologie                   | 1     | Dieter Heinrich, Manfred Hergt                    | Rudolf Fahnert, Rosemarie Fahnert           | 1990                 | 5. (1998)             | ISBN 978-3-423-03228-5                                               |
| Pädagogik                  | 1     | Franz-Peter Burkhard                              | Axel Weiß                                   | 2008                 | 1. (2008)             | ISBN 978-3-423-03327-5                                               |
| Pathophysiologie           | 1     | Stefan Silbernagl, Florian Lang                   | Rüdiger Gay, Astried Rothenburger           | 1998                 | 1. (1998)             | ISBN 978-3-423-03236-0                                               |
| Philosophie                | 1     | Franz-Peter Burkhard, Peter Kunzmann              | Axel Weiß                                   | 1991                 | 19. (2017)            | ISBN 978-3-423-03229-2                                               |
| Physik                     | 2     | Hans Breuer                                       | Rosemarie Breuer                            | 1987 1988            | 6. (2005) 5. (2005)   | ISBN 978-3-423-03226-1 ISBN 978-3-423-03227-8                        |
| Physiologie                | 1     | Agamemnon Despopoulos, Stefan Silbernagl          | Wolf-Rüdiger Gay, Barbara Gay               | 1979                 | 4. (1991)             | ISBN 978-3-423-03182-0                                               |
| Politik                    | 1     | Franz Kohout, Bernd Mayerhofer, Andreas Vierecke  | Werner Wildermuth                           | 2010                 | 3. (2013)             | ISBN 978-3-423-03027-4                                               |
| Psychologie                | 2     | Hellmuth Benesch                                  | Katharina von Saalfeld                      | 1987                 | 8. (2001) 6. (1997)   | ISBN 978-3-423-03224-7 ISBN 978-3-423-03225-4                        |
| Recht                      | 2     | Eric Hilgendorf                                   | Susanne Jünger                              | 2003 2008            | 3. (2012) 1. (2008)   | ISBN 978-3-423-03324-4 ISBN 978-3-423-03325-1                        |
| Schulmathematik            | 1     | Fritz Reinhardt                                   | Carsten Reinhardt, Ingo Reinhardt           | 2002                 | 1. (2002)             | ISBN 978-3-423-03099-1                                               |
| Sexualität                 | 1     | Erwin J. Haeberle                                 | Jörg Mair                                   | 2005                 | 1. (2005)             | ISBN 978-3-423-03235-3                                               |
| Stadt                      | 1     | Jürgen Hotzan                                     | Florian Ulrich                              | 1994                 | 2. (1997)             | ISBN 978-3-423-03231-5                                               |
| Weltgeschichte             | 2     | Werner Hilgemann, Hermann Kinder                  | Harald Bukor, Ruth Bukor, Werner Wildermuth | 1964 1966            | 45. (2011) 47. (2015) | ISBN 978-3-423-03331-2 ISBN 978-3-423-03332-9                        |